# 少林寺町西
少林寺町西（しょうりんじちょうにし）は、大阪府堺市堺区にある地名。2024年現在の行政地名は少林寺町西一丁から少林寺町西四丁。住居表示は実施済。

## 地理
堺区の中央部に位置する。南西は新在家町西、南東は少林寺東、北東は寺地町西、北西は大浜中町に接する。南東から順に一丁から四丁がある。

### 河川
- 土居川
  - 相生橋

## 歴史

### 地名の由来
「少林寺町」の地名は、現在少林寺町東にある少林寺の名に由来する。

### 沿革
- 1872年（明治5年）、少林寺町中浜・少林寺町浜と紺屋町の一部より少林寺町西成立。堺町のうち。
- 1879年（明治12年）、郡区町村編制法施行により、堺区の所属となる。
- 1889年（明治22年）、市制施行により、堺市の所属となる。
- 1959年（昭和34年）、一部を寺地町西1 - 4丁に編入し、少林寺町の一部を編入[8]。
- 2006年（平成18年）、堺市が政令指定都市に移行し、行政区を設置。少林寺町西は堺区の所属となる。

## 世帯数と人口
2024年（令和6年）5月31日現在の世帯数と人口は以下の通りである。
| 丁             | 世帯数  | 人口  |
| -------------- | ------- | ----- |
| 少林寺町西一丁 | 120世帯 | 157人 |
| 少林寺町西二丁 | 67世帯  | 151人 |
| 少林寺町西三丁 | 116世帯 | 194人 |
| 少林寺町西四丁 | 55世帯  | 99人  |
| 計             | 358世帯 | 601人 |

### 人口の変遷
| 1995年（平成7年）  | 687人 | [ 9 ]  |  |
| 2000年（平成12年） | 645人 | [ 10 ] |  |
| 2005年（平成17年） | 611人 | [ 11 ] |  |
| 2010年（平成22年） | 635人 | [ 12 ] |  |
| 2015年（平成27年） | 543人 | [ 13 ] |  |
| 2020年（令和2年）  | 544人 | [ 14 ] |  |

### 世帯数の変遷
| 1995年（平成7年）  | 248世帯 | [ 9 ]  |  |
| 2000年（平成12年） | 241世帯 | [ 10 ] |  |
| 2005年（平成17年） | 238世帯 | [ 11 ] |  |
| 2010年（平成22年） | 261世帯 | [ 12 ] |  |
| 2015年（平成27年） | 232世帯 | [ 13 ] |  |
| 2020年（令和2年）  | 265世帯 | [ 14 ] |  |

## 学区
市立小・中学校に通う場合、学区は以下の通りとなる。
| 丁             | 番   | 小学校           | 中学校           |
| -------------- | ---- | ---------------- | ---------------- |
| 少林寺町西一丁 | 全域 | 堺市立英彰小学校 | 堺市立大浜中学校 |
| 少林寺町西二丁 | 全域 | 堺市立英彰小学校 | 堺市立大浜中学校 |
| 少林寺町西三丁 | 全域 | 堺市立英彰小学校 | 堺市立大浜中学校 |
| 少林寺町西四丁 | 全域 | 堺市立英彰小学校 | 堺市立大浜中学校 |

## 事業所
2021年（令和3年）現在の経済センサス調査による事業所数と従業員数は以下の通りである。
| 丁             | 事業所数 | 従業員数 |
| -------------- | -------- | -------- |
| 少林寺町西一丁 | 8事業所  | 140人    |
| 少林寺町西二丁 | 10事業所 | 54人     |
| 少林寺町西三丁 | 6事業所  | 104人    |
| 少林寺町西四丁 | 6事業所  | 33人     |
| 計             | 30事業所 | 331人    |

## 交通

### バス
- 南海バス[17]
- 21系統：寺地町

### 道路
- 大道筋（大阪府道197号深井畑山宿院線）

## 施設
- 堺市立英彰保育所
- サンプラザ堺少林寺町西店
- 大阪ベイプラザホテル

## 郵便
- 郵便番号：590-0960[3]（集配局：堺郵便局[18]）。